# Język kemi
Język kemi (fiń. keminsaame) – wymarły na początku XIX w. język wschodniosaamski używany w okolicach Kuusamo. Był dość zróżnicowany wewnętrznie i w zależności od dialektu brzmiał bardziej podobnie do języka skolt lub do języka inari.
Modlitwa „Ojcze nasz” w języku kemi:
Äätj miin, ki lak täivest.
Paisse läos tu nammat.
Alda pootos tu väldegodde.
Läos tu taattot nou täivest, ku ädnamest.
Adde miji täb päiv miin juokpäiv laip.
Ja adde miji miin suddoit addagas, nou ku miieg addep miin velvolidäme.
Ja ale sääte miin kjäusaussi.
Mutto tjouta miin pahast.
Tälle tu li väldegodde, vuöjme ja kudne ijankaikisest.
Amen.